# Смит, Харри
Карл А́вгуст Ха́ральд «Харри» Смит (швед. Karl August Harald Smith; 1889—1971) — шведский ботаник, путешественник по Китаю, специалист по семейству Горечавковые.

## Биография
Харальд Смит родился 22 декабря 1889 года. Потомок ирландского иммигранта в Швецию. Учился в Уппсальском университете, в 1920 году получил степень доктора философии. Затем некоторое время работал там в должности лектора по биологии.
В 1921 году Смит впервые отправился на одиночную экспедицию в Китай с целью изучения тропической флоры. Перед поездкой он встретился с Генрихом Хандель-Маццетти и пересмотрел образцы растений, собранные им во время путешествий по Азии. В июле Смит прибыл в Тяньцзинь (через Сингапур и Шанхай), оттуда — на поезде в Пекин. В продолжение полугода он учил китайский язык, одновременно занимаясь сбором растений в Сишане. С началом гражданской войны передвижение по стране стало затруднительным. Через Ханой Харри добрался до Куньмина, затем продолжил путь на север вместе с миссионерами, по стечению обстоятельств избежав плена лоло. Затем Смит шёл в одиночку, однако близ Чэнду был ограблен, оставлен без каких-либо ценных вещей, за исключением собранных растений и семян.
В июле 1922 года Харальд добрался до Сунпаня (Сычуань), где всего за неделю собрал образцы около 800 разных видов растений. Несмотря на постоянные столкновения с местной властью он, воспользовавшись помощью тибетца, к ноябрю доехал до Кандина, откуда через Чэнду и Пекин вернулся в Уппсалу в начале 1923 года с 10 тысячами образцов растений.
В мае 1924 года Смит на поезде отправился в своё второе путешествие, на этот раз в не охваченную войной Шаньси. За несколько месяцев он собрал около 4500 образцов, в начале 1925 года вернулся в Швецию, вновь поездом, через Сибирь. В Уппсале он работал куратором гербария Уппсальского университета. С 1934 по февраль 1935 Харри Смит снова ездил в Шаньси.
В 1947 года Смит возглавил Ботанический музей Уппсальского университета, где работал до ухода на пенсию.
В 1971 году Харальд Смит скончался.

## Некоторые научные публикации
- Smith, H. Vegetationen och dess utvecklingshistoria i det centralsvenska högfjällsområdet. — Uppsala, 1920. — 238 p.

## Роды растений, названные в честь Х. Смита
- Harrysmithia H.Wolff, 1926